# Elda Grin
Elda Grin (armenio:Էլդա Գրին, nombre completo: Elda Ashoti Grigoryan, Էլդա Աշոտի Գրին; Tbilisi, República Socialista Federativa Soviética de Transcaucasia, URSS, 10 de marzo de 1928 –Ereván, 27 de octubre de 2016) fue una escritora y psicóloga armenia.
Estudió idiomas extranjeros en el Instituto Pedagógico de Rusia. Escribió diez libros de relato corto y una novela en 1983, Las manos.